# Caribbiopheromera
Caribbiopheromera is een geslacht van Phasmatodea uit de familie Diapheromeridae. De wetenschappelijke naam van dit geslacht is voor het eerst geldig gepubliceerd in 2001 door Zompro.

## Soorten
Het geslacht Caribbiopheromera omvat de volgende soorten:
- Caribbiopheromera jamaicana Zompro, 2001
- Caribbiopheromera trinitatis (Werner, 1929)